# Commando dans la mer du Japon
Commando dans la mer du Japon (Hellcats of the Navy) est un film américain réalisé par Nathan Juran, sorti en 1957. 
Il met en scène Ronald Reagan dans le rôle d'un commandant de la Navy, et sa femme Nancy Davis dans le rôle d'une infirmière de l'armée.

## Synopsis
En 1944, vers la fin de la Seconde Guerre mondiale, le commandant Casey Abbott de la marine américaine se voit confier la mission de récupérer une mine sous-marine développée par les Japonais, indétectable au radar. Casey et l'équipage de son sous-marin, le Starfish, traversent une route maritime japonaise jusqu'au bord du champ de mines, où le plongeur Wes Barton effectue une plongée à la recherche des mines. Peu après l'immersion de Barton, le radar du sous-marin révèle l'approche d'un destroyer ennemi, forçant Casey à abandonner sa mission et à metre en plongée son sous-marin, ce qui entraîne la mort de Barton. Son second, le lieutenant-commandant Don Landon, proteste contre sa décision, insinuant qu'il pourrait avoir été motivé par le fait que Barton fréquentait son ancienne petite amie, l'infirmière de la marine Helen Blair.

## Fiche technique
- Réalisation : Nathan Juran
- Scénario : David Lang, Raymond Marcus, David Lang d'après un livre du vice-amiral Charles A. Lockwood et du colonel Hans Christian Adamson.
- Production : Charles H. Schneer
- Photographie : Irving Lippman
- Montage : Jerome Thoms, A.C.E.
- Musique : Mischa Bakaleinikoff
- Genre : Film sur la Seconde Guerre mondiale[2],[3]
- Production : Morningside Productions
- Distributeur : Columbia Pictures
- Durée : 82 minutes
- Date de sortie : mai 1957

## Distribution
- Ronald Reagan : Commandant Casey Abbott
- Nancy Davis : Nurse Lt. Helen Blair
- Arthur Franz : Lt. Cmdr. Don Landon
- Robert Arthur : Freddy Warren
- William Leslie : Lt. Paul Prentice
- William Phillips : Carroll
- Harry Lauter : Lt. Wes Barton
- Michael Garth : Lt. Charlie
- Joseph Turkel : Chick
- Don Keefer : Jug